# Visione di sant'Antonio da Padova (Murillo)
La Visione di sant'Antonio da Padova è un dipinto del pittore spagnolo Bartolomé Esteban Murillo realizzato nel 1656 e conservato nella cappella di Sant'Antonio da Padova della Cattedrale di Siviglia.

## Storia
Fu commissionato dal capitolo della cattedrale nell'ottobre 1656 per decorare l'altare della cappella di Sant'Antonio, quindi utilizzato per i battesimi. Fu messo in una pala d'altare, opera di Bernardo Simón de Pineda. Murillo segue la tradizione di Francisco Herrera il Vecchio, creando un grande dipinto per una piccola cappella. 
Durante l'occupazione francese del Siviglia, nel contesto della guerra d'indipendenza spagnola,  il tesoro della cattedrale di Siviglia è stato oggetto di saccheggio perpetrato dalle truppe del maresciallo francese Nicolas Jean-de-Dieu Soult, Una delle opere confiscate dai militari fu l'Immacolata Concezione di Los Venerables e la Natività della Vergine del Murillo. In linea di principio, i francesi pensarono di ottenere la Visione di sant'Antonio da Padova, ma il cabildo propose di cambiarlo per la Natività della Vergine e l'opera rimase nella cappella di Sant'Antonio.

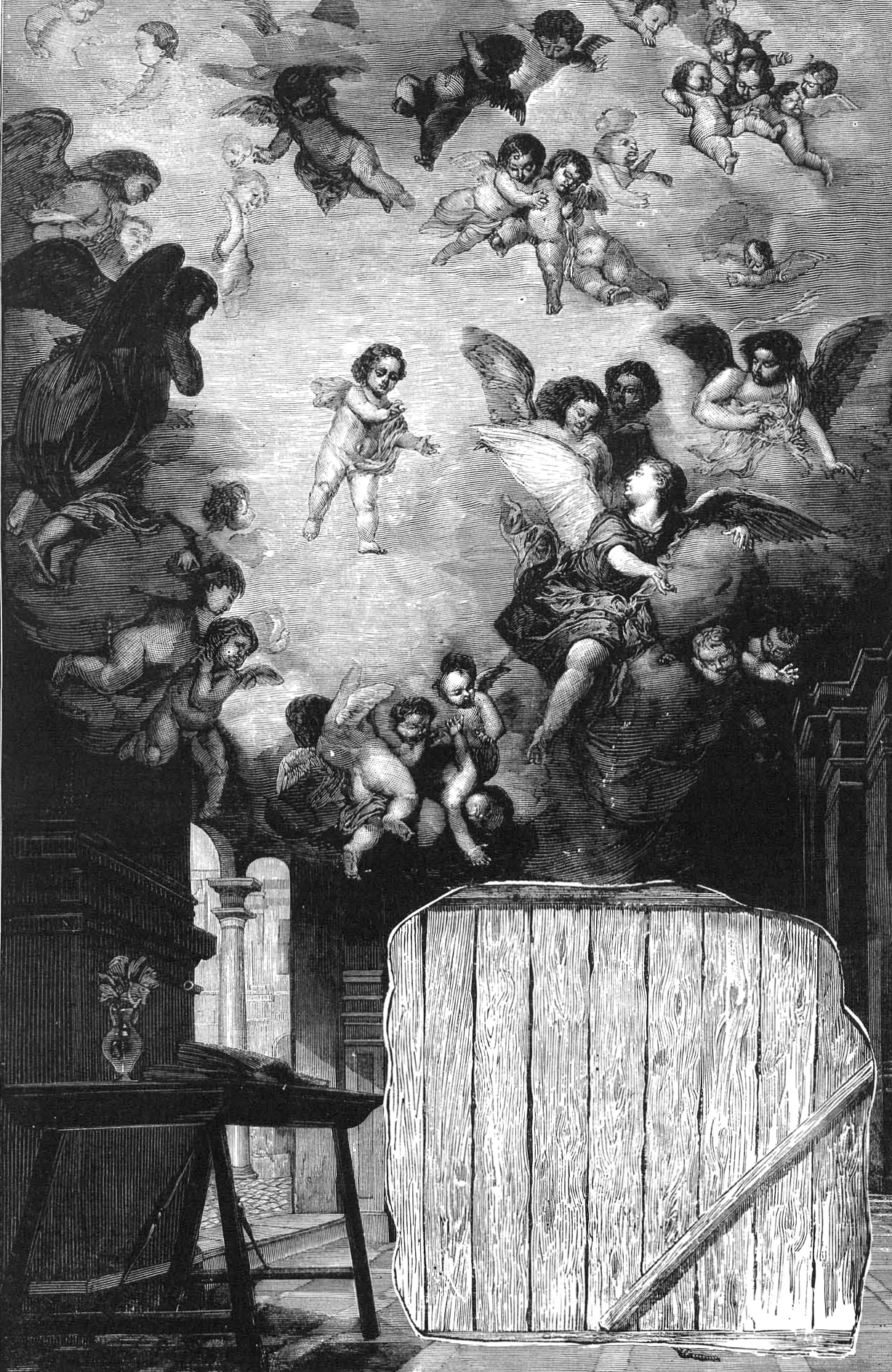
Foto di sant'Antonio dopo la mutilazione sacrilega. La Ilustración Española y Americana 15 novembre 1874, n. 42, p. 665.

Nel 1874 un ladro ritagliò la figura del santo e la offrì a un antiquario di New York.Tuttavia, questo ha permesso all'ambasciata spagnola di acquistare il taglio. Fu restituito alla cattedrale e l'anno seguente il dipinto fu restaurato da Salvador Martínez Cubells.

## Descrizione e stile
Il santo si ritrova a leggere sull'austera tavola di una grande stanza, quando improvvisamente riceve la visita del Gesù Bambino circondato da angeli i quali sono simboli di purezza. Sant'Antonio interrompe i suoi compiti e si inginocchia davanti alla visione. La luce che emana dalla sacra figura illumina l'intera scena.
La porta sul retro della stanza consente di apprezzare i dettagli architettonici, in particolare la colonna. Murillo realizza con questo un grande effetto atmosferico, come nei migliori dipinti di Diego Velázquez. Diverse figure scorporate accentuano la teatralità barocca di cui quasi tutte le opere d'altare erano dotate, come nelle tele di Rubens, Francisco Herrera e Antoon van Dyck.
Un gioco di luci, molto ben strutturato, unifica la composizione e utilizza una vasta gamma di colori per dare coesione alla composizione. Indubbiamente, Murillo raggiunge il suo stile, più naturalistico e con meno chiaroscuro - l'eredità di Francisco de Zurbarán e della sua generazione.